# Kanton Saint-Philbert-de-Grand-Lieu
Der Kanton Saint-Philbert-de-Grand-Lieu (bretonisch Kanton Sant-Filberzh-Deaz) ist seit 1790 ein französischer Kanton im Arrondissement Nantes, im Département Loire-Atlantique und in der Region Pays de la Loire; sein Hauptort ist Saint-Philbert-de-Grand-Lieu.

## Geschichte
Der Kanton entstand 1790. Von 1790 bis 2015 gehörten fünf Gemeinden zum Kanton Saint-Philbert-de-Grand-Lieu. Mit der Neuordnung der Kantone in Frankreich stieg die Zahl der Gemeinden 2015 auf 12. Zu den bisherigen Gemeinden kamen 3 der 8 Gemeinden des bisherigen Kantons Aigrefeuille-sur-Maine, alle 3 Gemeinden des bisherigen Kantons Legé und die Gemeinde Pont-Saint-Martin aus dem Kanton Bouaye hinzu.

## Lage
Der Kanton liegt im Süden des Départements Loire-Atlantique.

## Gemeinden
Der Kanton besteht aus zwölf Gemeinden mit insgesamt 51.951 Einwohnern (Stand: 1. Januar 2022) auf einer Gesamtfläche von 412,89 km²:
| Gemeinde                            | Gallo                     | Bretonisch           | Einwohner (2022) | Fläche (km²) | Code postal | Code Insee |
| ----------------------------------- | ------------------------- | -------------------- | ---------------- | ------------ | ----------- | ---------- |
| Corcoué-sur-Logne                   | Corcóaé                   | Kerc'haoueg          | 3.209            | 50,39        | 44650       | 44156      |
| Geneston                            | Jeneston                  | Banaleg-ar-Gevred    | 3.691            | 8,04         | 44140       | 44223      |
| La Chevrolière                      | La Chevrolèrr             | Kerc'hevrel          | 6.342            | 32,56        | 44118       | 44041      |
| La Limouzinière                     | La Limózinèrr             | Kerlouevig           | 2.468            | 29,54        | 44310       | 44083      |
| Le Bignon                           | Le Binyon                 | Bignon               | 3.967            | 27,54        | 44140       | 44014      |
| Legé                                | Lejaé                     | Levieg               | 4.769            | 63,32        | 44650       | 44081      |
| Montbert                            | Montebèrt                 | Monteverzh           | 3.346            | 28,24        | 44140       | 44102      |
| Pont-Saint-Martin                   | Pont-Saent-Martein        | Pont-Marzhin         | 6.942            | 21,88        | 44860       | 44130      |
| Saint-Colomban                      | Saent-Colonban            | Sant-Koulman         | 3.499            | 35,72        | 44310       | 44155      |
| Saint-Lumine-de-Coutais             | Saent-Luminn-de-Cóteiz    | Sant-Leven-ar-C'hoad | 2.390            | 17,64        | 44310       | 44174      |
| Saint-Philbert-de-Grand-Lieu        | Saent-Filbèrt-de-Granloec | Sant-Filberzh-Deaz   | 9.392            | 58,81        | 44310       | 44188      |
| Touvois                             | Tovei                     | Tolvez               | 1.936            | 39,21        | 44650       | 44206      |
| Kanton Saint-Philbert-de-Grand-Lieu | Saent-Filbèrt-de-Granloec | Sant-Filberzh-Deaz   | 51.951           | 412,89       | -           | 4428       |

Der alte Kanton Saint-Philbert-de-Grand-Lieu umfasste fünf Gemeinden auf einer Fläche von 174,27 km². Diese waren: La Chevrolière, La Limouzinière, Saint-Colomban, Saint-Lumine-de-Coutais und Saint-Philbert-de-Grand-Lieu (Hauptort). Er besaß vor 2015 einen anderen INSEE-Code als heute, nämlich 4442.

### Bevölkerungsentwicklung
| 1962  | 1968  | 1975  | 1982   | 1990   | 1999   | 2006   | 2013   |
| ----- | ----- | ----- | ------ | ------ | ------ | ------ | ------ |
| 9.044 | 9.335 | 9.950 | 11.667 | 13.774 | 15.871 | 18.694 | 21.457 |

## Politik
Im 1. Wahlgang am 22. März 2015 erreichte keines der drei Wahlpaare die absolute Mehrheit. Bei der Stichwahl am 29. März 2015 gewann das Gespann Stephan Beaugé/Karine Paviza (beide UD) gegen Claude Naud/Stéphanie Neuville-Bernier (beide DVG) mit einem Stimmenanteil von 53,67 % (Wahlbeteiligung:51,66 %).
Seit 1945 hatte der Kanton folgende Abgeordnete im Rat des Départements:
| Vertreter im conseil général des Départements | Vertreter im conseil général des Départements | Vertreter im conseil général des Départements |
| Amtszeit                                      | Name                                          | Partei                                        |
| --------------------------------------------- | --------------------------------------------- | --------------------------------------------- |
| 1945–1961                                     | Pierre de La Roberie                          | Parti républicain de la liberté, dann DVD     |
| 1961–1979                                     | Gustave Pennetier                             | DVD                                           |
| 197–1998                                      | Claude Vincendeau                             | DVD                                           |
| 1998–2015                                     | Stephan Beaugé                                | DVD, dann UMP                                 |
| 2015–                                         | Stephan Beaugé Karine Paviza                  | Union de la Droite                            |